# Fichtwald
Fichtwald – gmina w Niemczech w kraju związkowym Brandenburgia, w powiecie Elbe-Elster, wchodzi w skład urzędu Schlieben.